# Steve Park
 (mai 2025).
Si vous disposez d'ouvrages ou d'articles de référence ou si vous connaissez des sites web de qualité traitant du thème abordé ici, merci de compléter l'article en donnant les références utiles à sa vérifiabilité et en les liant à la section « Notes et références ».
Statistiques en NASCAR Cup Series
Dernière mise à jour : 7 août 2013 
Steve Park (né le 23 août 1967 à East Northport, New York) est un pilote américain de NASCAR participant à la Sprint Cup.

## Résultats en Sprint Cup Series
| Année | Voiture               | Équipe                   | #  | Courses | Victoires | Poles | Top 5 | Top 10 | Gains       | Classement |
| ----- | --------------------- | ------------------------ | -- | ------- | --------- | ----- | ----- | ------ | ----------- | ---------- |
| 1997  | Chevrolet Monte Carlo | Dale Earnhardt, Inc.     | 14 | 5       | 0         | 0     | 0     | 0      | 74 480 $    | 51e        |
| 1997  | Chevrolet Monte Carlo | SABCO Racing             | 40 | 5       | 0         | 0     | 0     | 0      | 74 480 $    | 51e        |
| 1998  | Chevrolet Monte Carlo | Dale Earnhardt, Inc.     | 1  | 17      | 0         | 0     | 0     | 0      | 486 515 $   | 42e        |
| 1999  | Chevrolet Monte Carlo | Dale Earnhardt, Inc.     | 1  | 34      | 0         | 0     | 0     | 5      | 1 577 812 $ | 14e        |
| 2000  | Chevrolet Monte Carlo | Dale Earnhardt, Inc.     | 1  | 34      | 1         | 2     | 6     | 13     | 1 967 700 $ | 11e        |
| 2001  | Chevrolet Monte Carlo | Dale Earnhardt, Inc.     | 1  | 24      | 1         | 0     | 5     | 12     | 2 324 849 $ | 32e        |
| 2002  | Chevrolet Monte Carlo | Dale Earnhardt, Inc.     | 1  | 32      | 0         | 0     | 0     | 2      | 2 641 194 $ | 33e        |
| 2003  | Chevrolet Monte Carlo | Dale Earnhardt, Inc.     | 1  | 35      | 0         | 2     | 1     | 3      | 2 655 127 $ | 32e        |
| 2003  | Chevrolet Monte Carlo | Richard Childress Racing | 30 | 35      | 0         | 2     | 1     | 3      | 2 655 127 $ | 32e        |
| 2010  | Chevrolet Impala      | Tommy Baldwin Racing     | 36 | 1       | 0         | 0     | 0     | 0      | 100 400 $   | 62e        |
| 2011  | Chevrolet Impala      | Tommy Baldwin Racing     | 35 | 1       | 0         | 0     | 0     | 0      | 78 855 $    |            |